# 小古剌长官司
小古剌长官司，是明朝时期册封的一个土司，位于今孟加拉国锡尔赫特专区北部高尔（Gour）一带。名义上归属云南，实际为边外之地，由腾冲经孟养可达。
“古剌”是对Gaur的译音，历史上这一地区曾经存在高尔王国。小古剌与大古剌无关，大古剌是缅甸南部的勃固王朝，大古剌因其境内的Taikkala而得名，Taikkala的巴利语名字是Golamattika Nagara，而“Gaur”一名的语源和“Golamattika Nagara”中的“Gola”相同，同样出自“Gauda”一词，所以将Gaur也翻译为“古剌”。为与大古剌相区别，称其为“小古剌”。《百夷传》中所载的“西天古剌”与小古剌无关，西天古剌是印度人，即“Kala”，缅甸人对印度人的称呼。
永乐三年（1405年），明成祖朱棣遣给事中周让赐小古剌土官文绮彩帛等物。永乐四年（1406年），设置小古剌长官司，以拜张为长官使。永乐六年（1408年），拜张遣使进贡马匹和地方特产，谢授职恩。永乐二十二年（1424年），小古剌再次进贡，明朝回赠小古剌礼品若干。